# كرايغ كولكويت
كرايغ كولكويت (بالإنجليزية: Craig Colquitt)‏ هو لاعب كرة قدم أمريكية أمريكي، ولد في 9 يونيو 1954 في نوكسفيل في الولايات المتحدة.

## وصلات خارجية
- كرايغ كولكويت على موقع مرجع كرة القدم المحترفة.كوم (الإنجليزية)